# تشارلز كامان
تشارلز كامان (بالإنجليزية: Charles Kaman)‏ (و. 1919 – 2011 م) هو مهندس فضاء جوي، ومهندس من الولايات المتحدة الأمريكية . ولد في واشنطن العاصمة .
توفي عن عمر يناهز 92 عاماً.

## التعليم
تعلم في الجامعة الكاثوليكية الأمريكية

## جوائز
حصل على جوائز منها:
- قلادة العلوم الوطنية الأمريكية في مجال التكنولوجيا والإبتكار (1996).